# Pistolet automatique Mars
 (juillet 2023).
Si vous disposez d'ouvrages ou d'articles de référence ou si vous connaissez des sites web de qualité traitant du thème abordé ici, merci de compléter l'article en donnant les références utiles à sa vérifiabilité et en les liant à la section « Notes et références ».
 (juillet 2023).
La mise en forme du texte ne suit pas les recommandations de Wikipédia : il faut le « wikifier ».
Les points d'amélioration suivants sont les cas les plus fréquents. Le détail des points à revoir est peut-être précisé sur la page de discussion.
- Les titres sont pré-formatés par le logiciel. Ils ne sont ni en capitales, ni en gras.
- Le texte ne doit pas être écrit en capitales (les noms de famille non plus), ni en gras, ni en italique, ni en « petit »…
- Le gras n'est utilisé que pour surligner le titre de l'article dans l'introduction, une seule fois.
- L'italique est rarement utilisé : mots en langue étrangère, titres d'œuvres, noms de bateaux, etc.
- Les citations ne sont pas en italique mais en corps de texte normal. Elles sont entourées par des guillemets français : « et ».
- Les listes à puces sont à éviter, des paragraphes rédigés étant largement préférés. Les tableaux sont à réserver à la présentation de données structurées (résultats, etc.).
- Les appels de note de bas de page (petits chiffres en exposant, introduits par l'outil «  Source ») sont à placer entre la fin de phrase et le point final[comme ça].
- Les liens internes (vers d'autres articles de Wikipédia) sont à choisir avec parcimonie. Créez des liens vers des articles approfondissant le sujet. Les termes génériques sans rapport avec le sujet sont à éviter, ainsi que les répétitions de liens vers un même terme.
- Les liens externes sont à placer uniquement dans une section « Liens externes », à la fin de l'article. Ces liens sont à choisir avec parcimonie suivant les règles définies. Si un lien sert de source à l'article, son insertion dans le texte est à faire par les notes de bas de page.
- La présentation des références doit suivre les conventions bibliographiques. Il est recommandé d'utiliser les modèles {{Ouvrage}}, {{Chapitre}}, {{Article}}, {{Lien web}} et/ou {{Bibliographie}}. Le mode d'édition visuel peut mettre en forme automatiquement les références.
- Insérer une infobox (cadre d'informations à droite) n'est pas obligatoire pour parachever la mise en page.

Pour une aide détaillée, merci de consulter Aide:Wikification.
Si vous pensez que ces points ont été résolus, vous pouvez retirer ce bandeau et améliorer la mise en forme d'un autre article.
 (juillet 2023).
Le pistolet automatique Mars, aussi connu sous le nom de Webley-Mars, est un des premiers pistolets semi-automatiques de l'histoire, développé en 1900 par l'Anglais Hugh Gabbet-Fairfax et distribué par la Mars Automatic Pistol Syndicate Ltd. de Birmingham. Il est, dans un premier temps, fabriqué par Webley & Scott (en), et plus tard par de petits fabricants d'armes à Birmingham et à Londres jusqu'en 1907.
Le pistolet automatique Mars est disponible dans une variété de calibres : 8,5 millimètres, 9 mm et .45. C'étaient toutes des cartouches à gorge avec une grande charge de poudre, faisant de la version .45 l'arme de poing la plus puissante au monde pendant un certain temps. Il utilise une action de culasse rotatif à long recul unique qui éjecte les cartouches usagées directement vers l'arrière, et le mécanisme d'alimentation est inhabituel en ce qu'il tire les cartouches vers l'arrière hors du chargeur, puis les soulève à l'avant de la culasse.
Le pistolet automatique Mars n'est pas retenu par le British War Office qui l'a étudié dans l'idée de trouver un remplaçant possible pour les revolvers Webley et Webley & Scott, alors arme de poing réglementaire de l'armée britannique. l'arme fut refusée en raison du recul inacceptablement puissant, du flash de bouche considérable et de la complexité mécanique. Le capitaine qui est chargé des tests du Mars à l'École d'artillerie navale en 1902 observe : "Personne qui a tiré une fois avec le pistolet n'a souhaité le tirer à nouveau". Le tir au pistolet Mars est décrit comme "singulièrement désagréable et effrayant". Il est depuis devenu un objet de collection en raison de sa rareté et en tant qu'exemple des premiers développements des pistolets semi-automatiques.

## Dans la culture populaire
Le Mars est représenté dans le jeu vidéo 2015, Assassin's Creed: Syndicate, ce qui représente un anachronisme, car le jeu se déroule en 1868, 32 ans avant la production de l'arme à feu. Cependant, l'arme est à nouveau montrée d'une manière historiquement précise dans la section Première Guerre mondiale du jeu, où elle est brandie par la petite-fille du protagoniste Jacob Frye, Lydia Frye.
Le pistolet automatique Mars peut également être utilisé dans le jeu vidéo 2016, Battlefield 1, qui prend place pendant la première guerre mondiale.
Enfin, le Mars est décrit dans le roman de Brian Catling de 2012, The Vorrh.

## Table des figures
1. (en) Brevet U.S. 684055 filed on Oct 15, 1900
2. Only around 80 pistols were made between 1897 and 1905. (Standard Catalog of Firearms)
3. An example of the Mars can be seen at the Royal Armouries Museum in Leeds
4. A near-perfect Gabbet-Fairfax Mars sold at auction in 2002 for $35,250. [réf. nécessaire]
5. On December 16, 1996, the Mars was cited as an example of a heritage arm during a debate in the House of Lords on gun control following Dunblane.